# Тессин, Никодемус (старший)
Никодемус Тессин Старший (швед. Nicodemus Tessin den äldre, 7 декабря 1615[…], Штральзунд — 24 мая 1681[…], Стокгольм) — шведский архитектор. Вместе со своим сыном Никодемусом Тессином Младшим (1654—1728), создал скандинавское барокко — самую сдержанную, лаконичную разновидность этого стиля, основанную на освоении наследия Мансара и Бернини.
Никодемус Тессин-старший родился в Штральзунде в Померании и в юности перебрался в Швецию. Там он познакомился и начал работать с архитектором Симоном де ла Валле. Он работал на канцлера Швеции Акселя Оксеншерну, прежде чем отправиться на дальнейшее обучение в Германию, Италию, Францию и Нидерланды. Там он познакомился с новым архитектурным стилем барокко. Вернувшись в Швецию, он восстановил Боргхольмский замок, затем построил замок Скуклостер и Врангельский дворец в Стокгольме. Его самой важной работой стал Дроттнингхольм (ныне считается объектом Всемирного наследия Юнеско).
Тессин-старший был женат на Марии Сван, дочери мэра Вестероса. После его смерти его сын Никодемус Тессин Младший продолжил работать над проектами отца.

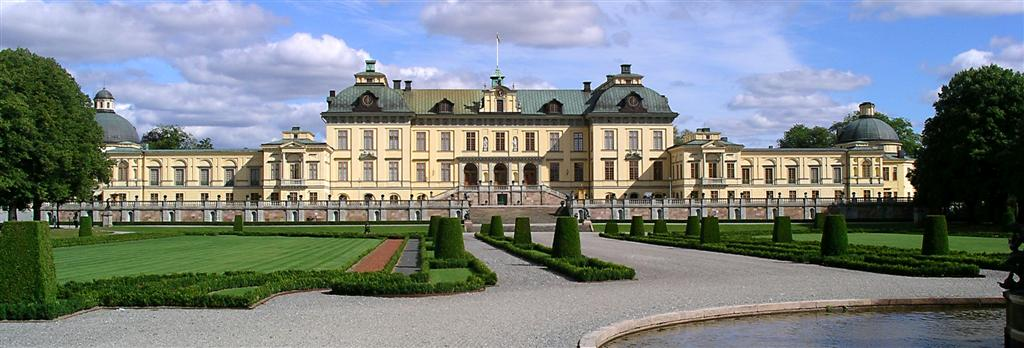
Дроттнингхольм

Избранные работы:
- Боргхольмский замок
- Дроттнингхольм
- Дворец Бонде
- Скуклостер
- Стрёмсхольмский дворец
- Дворец Стенбок
- Врангельский дворец
- Кальмарский собор